# الصدر، مکه
الصدر (به عربی: الصدر) یک منطقهٔ مسکونی در عربستان سعودی است که در استان مکه واقع شده‌است.